# 裴寿孙
裴寿孙（？—？），河东郡闻喜县（今山西省运城市闻喜县）人，曹魏冀州刺史裴徽五世孙。

## 生平
裴寿孙跟随刘裕迁居于寿阳县，历任前军长史、庐江郡太守。

## 家庭

### 儿子
- 裴仲穆，刘宋骁骑将军

### 孙子
- 裴髦，南梁中散大夫
- 裴邃，南梁持节、宣毅将军、督征讨诸军事、夷陵壮侯